# Enterotoxizität
Als Enterotoxizität (von altgriechisch ἔντερον enteron „Eingeweide, Darm“ [wörtlich: „das Innere“] und Toxizität) bezeichnet man eine direkte, giftartige Wirkung unterschiedlicher Substanzen (sogenannter Enterotoxine) auf den Darmtrakt, die zu einer vermehrten Ausscheidung von Flüssigkeit aus der Darmwand führt. Ursächlich können dafür sowohl im Darm befindliche Mikroorganismen (z. B. E. coli) sein, die Enterotoxine bilden, oder aber auch die direkte (orale) Aufnahme von Substanzen mit entsprechender Wirkung auf den Darm (z. B. Lebensmittelvergiftung). Klassisches Leitsymptom der Enterotoxizität ist der Durchfall.

## Mechanismus und Begriffsabgrenzung
Die Enterotoxizität führt zu einer vermehrten Sekretion von Flüssigkeit bestimmter Darmschleimhautzellen (Enterozyten) in das Darmlumen. Das Ausmaß dieser Reaktion ist nicht nur abhängig von Menge und Art des Toxins, sondern auch von (Lipid-)Zusammensetzung ihrer Zellmembran. Die dabei ausgelöste, vermehrte Flüssigkeitsausscheidung über den Stuhlgang kann lebensbedrohliche Ausmaße annehmen (Dehydration).
Nicht alle Mechanismen durch die bakterielle Infektionen zu Erkrankungen des Magen-Darmtraktes führen werden mit dem Begriff Enterotoxizität bezeichnet. Dazu zählen das Haften von Bakterien an Schleimhautoberflächen (bakterielle Adhärenz), die Zerstörung von Zellen (Zytotoxizität) und das Durchdringen der Darmwandoberfläche (Invasivität).

## Ursachen
Verantwortlich für die giftartigen Wirkungen sind Substanzen, die sich im Darmlumen befinden, oder dort von Mikroorganismen gebildet werden. Man unterscheidet dabei Endo- und Exotoxine. Der Begriff wird jedoch auch für die Wirkung anderer Substanzen (z. B. Methotrexat) auf die Darmoberfläche verwendet.

### Endo- und Exotoxine
Bei Endotoxinen handelt es sich um Bestandteile der Zellmembranen von (gramnegativen) Bakterien die im Darmlumen frei werden, wenn die Bakterien absterben oder diese aktiv abspalten. Biochemisch betrachtet handelt es sich dabei typischerweise um Lipopolysaccharide deren Lipidkomponente für die giftartigen und deren Saccharidanteil für die immunogen vermittelten Auswirkungen verantwortlich gemacht werden. Beispiele für eine derart ausgelöste Enterotoxizität sind Infektionen mit Escherichia coli, Salmonellen (Salmonellose), Shigellen (Bakterienruhr) und Pseudomonaden.
Bei den Exotoxinen handelt es sich um Giftstoffe, die aktiv von Bakterien ausgeschieden werden. Biochemisch betrachtet handelt es sich dabei typischerweise um Eiweiße (Polypeptide oder Proteine). Beispielsweise löst Vibrio cholerae durch die Ausscheidung von Choleratoxin die Cholera, einer lebensbedrohlichen Durchfallerkrankung, aus.

### Ort der Giftentstehung
Die Enterotoxizität kann durch Substanzen ausgelöst werden, die sich bereits vor dem Verzehr in der Nahrung befinden (Lebensmittelvergiftung). Typische Verursacher sind Staphylococcus aureus, seltener auch Clostridium perfringens und Bacillus cereus.
Alternativ können diese Toxine in relevanter Menge auch nach einer Besiedelung des Darmtraktes und entsprechender Vermehrung der Bakterien entstehen (z. B. Vibrio cholerae und Salmonellen).

## Krankheitsbilder
Enterotoxizität führt zu einem vermehrten Flüssigkeitsgehalt der Faeces und ist so ursächlich für unterschiedliche Krankheitsbilder. Klinisch imponieren diese in aller Regel als Durchfall und oft auch Erbrechen. Umgekehrt ist jedoch nicht jede Durchfallerkrankung durch Enterotoxizität begründet, es können auch andere Ursachen vorliegen (z. B. EHEC-Infektion). Auch Mischformen, bei deren Entstehung unterschiedliche Faktoren beteiligt sind, kommen vor (z. B. Lebensmittelvergiftung durch Bacillus cereus – s. u.).
Der mit enterotoxischen Krankheitsbildern einhergehende Verlust an Flüssigkeit kann mittelfristig zur "Austrocknung" (Dehydration) des Körpers führen und damit letztlich über das Stadium eines hypovolämischen Schockgeschehens zum Tode. Kinder sind noch mehr als Erwachsene durch den damit verbundenen Verlust an Wasser gefährdet.

### Lebensmittelvergiftungen
In den Fällen von Lebensmittelintoxikation befinden sich die Enterotoxine bereits vor dem Verzehr in kritischer Menge in der Nahrung. Weder die Vermehrung der Erreger, noch deren Toxinproduktion nach Aufnahme der Nahrung im Magen-Darm-Trakt spielen dabei eine nennenswerte Rolle.

#### Staphylokokkenenteritis
Die überwiegende Mehrzahl (90 %) der durch Staphylococcus aureus ausgelösten Staphylokokkenenteritiden wird durch Enterotoxin A, von dem derzeit 7 unterschiedliche Varianten immunologisch unterschieden werden können, ausgelöst. Ein Wirkmechanismus ist bislang nicht definitiv nachgewiesen, diskutiert werden 2 mögliche Ansätze. Zum einen könnten diese Enterotoxin als sogenannte "Superantigene" (Freisetzung von Interleukin-2 aus T-Zellen und Tumornekrosefaktor-α aus Makrophagen) wirken und zum anderen direkt die Nervenendigungen des Nervus vagus schädigen. Um Krankheitserscheinungen auszulösen, bedarf es weniger als 1μg Toxin.

#### Clostridium-perfringens-Enteritis
Enterotoxizität besteht beim Clostridium perfringens Typ A. Bei einem Bestandteil der seiner Sporenhülle handelt es sich um ein Polypeptid, dem ein Rezeptor der Zellmembran der Enterozyten entspricht. Im Falle einer Bindung des Toxins an diesen Rezeptor kommt es zu Störungen der Proteinsynthese und des Zytoskelettes der betroffenen Zelle die zu einer Verminderung der aktiven Nichtelektrolytresorption führen.

#### Diarrhoe ausgelöst durch Bacillus cereus
Als Enterotoxine bei einem durch Bacillus cereus verursachten Durchfallerkrankung wirken das nicht-hämolytische Enterotoxin (NHE) und das Hämolysin BL (HBL). Bei dem Bakterium ist noch ein drittes Enterotoxin beschrieben, das nekrotisierende Cytotoxin K, dessen Hauptwirkung zytotoxisch ist.

### Infektiöse Durchfallerkrankungen
Hierbei werden die krankheitsauslösenden Erreger besonders häufig auf fäkal-oralem Infektionswege oder über Nahrungsmittel übertragen. Ein gewisser Anteil gelangt dabei (nach Überwindung der Säurebarriere des Magens) in den Darmtrakt. Wenn eine kritische Anzahl von Erregern (die Zahl is abhängig von deren Virulenz) dort angekommen ist, vermehren sie sich und bilden je nach Art Exo- oder Endotoxine, die entsprechende Krankheitserscheinungen auslösen.

#### Aeromonas
Als fakultativ humanpathogen gelten Aeromonas caviae, A. sobria und A. hydrophila. Für letztere konnte die Bildung eines Enterotoxins nachgewiesen werden, dessen genauer Wirkmechanismus jedoch nicht bekannt ist.

#### Escherichia coli
Die Gruppe der zu Erkrankungen des Magen-Darm-Traktes führenden Escherichia coli umfasst enterotoxische (ETEC), enteropathogene (EPEC), enterohämorrhagische (EHEC) und enteroinvasiven (EIEC) Formen. Bei ersten ist Enterotoxizität für die klinischen Erscheinungen, die oft auch als Reisediarrhoe bezeichnet werden, ursächlich. Es bedarf dafür mindestens 100 Millionen Erregern.

#### Weitere Erkrankungen
- Salmonellen (Hauptartikel Salmonellose)
- Shigellen (Hauptartikel Bakterienruhr)
- Vibrio cholerae (Hauptartikel Cholera)
- Campylobacter (Hauptartikel Campylobacter-Enteritis)